# Aelurillus stanislawi
Aelurillus stanislawi là một loài nhện trong họ Salticidae.
Loài này thuộc chi Aelurillus. Aelurillus stanislawi được Jerzy Prószyński miêu tả năm 1999.